# Гамильтон, Хуго Юхан
Барон Хуго Юхан Гамильтон (швед. Hugo Johan Hamilton; 1668 — 9 января 1748) — шведский военачальник, фельдмаршал, участник Северной войны.

## Биография
Представитель старинного шотландского рода, ветвь которого давно переселилась в Швецию. Его родители генерал-майор барон Малькольм Гамильтон (sv:Malcolm Hamilton af Hageby) и Катарина Макелеер.
Хуго Юхан начал свою военную карьеру в 12-летнем возрасте, поступив в Ельвсборгский полк фельдфебелем, где его отец с 1678 года был полковником. В 1683—1691 годах он был прапорщиком в том же полку, после чего его перевели в Лейб-гвардию, где в 1692 году он стал лейтенантом, а в 1695 капитаном. Уже перед этим он поступил на иностранную службу и участвовал в нападении Людовика XIV на Нидерланды в 1692 году. В следующем году он воевал на противоположной стороне под командованием Вильгельма Оранского.
В 1696 году он вернулся в Швецию, и, когда вспыхнула Северная война, его повысили (1700 год), а после битвы под Нарвой в этом же году он стал полковником этого самого полка. Затем участвовал в Польской кампании, сражался при Клишове (1702) и Фрауштадте (1706), с 1708 года — генерал-майор и начальник Эстгётского кавалерийского полка. В битве под Полтавой (1709) командовал кавалерией левого фланга и попал в плен на поле боя. В декабре 1709 года был проведён по улицам Москвы во время триумфального шествия, устроенного Петром I в честь победы. Находился в Москве до 1715 года, после чего перевезён в Казань, в которой оставался до конца войны.
Вернулся в Швецию только после Ништадского мира, прибыв в Стокгольм весной 1722 года. Из-за длительного пребывания в плену его обошли повышением по службе, а новая политическая система, установившаяся в Швеции, не улучшила его перспектив в этом отношении. Однако он остался начальником своего старого полка и был в 1720 году повышен до ранга генерал-лейтенанта, в 1722 году — до генерала, а в 1734 году — фельдмаршала.
Как старого каролинера, его не могли не волновать расстройство порядка и падение дисциплины в армии, а также её плохое оснащение и выучка, о чём он неоднократно докладывал правительству. Только война с Россией в 1741—1743 годах показала этот упадок во всем его масштабе. В 1739 году Гамильтона назначили командующим войсками в Финляндии, но он отказался по причине своего возраста. Однако к нему обращались как к советнику по военным вопросам, и он заседал в военном суде, который осудил генералов Левенгаупта и Будденброка. Путём наследования и покупки он собрал немалые землевладения, ядро которых составил майорат Боо и Ибогольма в области Эребру.

## Семья
Был дважды женат:
- в 1699 году на Еве Катарине Фалькенберг аф Тристорп, умерла в 1707 году
- в 1723 году на баронессе Анне Флеминг аф Либелиц.